# Caroline Clark
Caroline Archer „KK“ Clark (* 28. Juni 1990 in Palo Alto, Kalifornien) ist eine ehemalige Wasserballspielerin aus den Vereinigten Staaten. Sie gewann eine olympische Goldmedaille und einmal den Titel bei Panamerikanischen Spielen.

## Sportliche Karriere
2012 graduierte die 1,88 Meter große Caroline Clark an der University of California, Los Angeles. Mit den UCLA Bruins, dem Sportteam ihrer Universität, war sie 2009 Meisterin der National Collegiate Athletic Association geworden. Bei der Universiade 2011 wurde sie mit der US-Studentinnenauswahl Zweite. Nach ihrer Graduierung spielte sie für den New York Athletic Club.
Die Centerverteidigerin bestritt ihr erstes großes Turnier im Erwachsenenbereich 2013 bei der Weltmeisterschaft in Barcelona. Das Team aus den Vereinigten Staaten gewann seine Vorrundengruppe und verlor dann im Viertelfinale mit 6:9 gegen die Spanierinnen. Mit zwei Siegen in der Platzierungsrunde erreichten die Amerikanerinnen den fünften Rang. Clark wirkte in fünf von sieben Spielen mit und erzielte fünf Treffer. Bei den Panamerikanischen Spielen 2015 in Toronto siegte Clark mit dem US-Team vor den Kanadierinnen. Im Jahr darauf bei den Olympischen Spielen 2016 in Rio de Janeiro gewannen die Wasserballerinnen aus den Vereinigten Staaten ihre Vorrundengruppe vor den Spanierinnen. Im Viertelfinale schlug das US-Team die Brasilianerinnen, im Halbfinale bezwangen sie die Ungarinnen mit 14:10. Danach traf das US-Team im Finale auf die Italienerinnen und siegte mit 12:5. Clark war in allen Spielen dabei und warf ein Tor in der Vorrunde sowie eines im Viertelfinale.
Caroline Clark beendete ihre Karriere 2017.